# 2003 LA7
2003 LA7 est un objet transneptunien découvert le 18 avril 2003. Il mesure environ 231 km de diamètre. Son orbite est excentrique et en 2013, il se situait à 43 UA du Soleil, autour duquel il tourne en 672 ans. Il est en résonance 1:4 avec Neptune, c'est donc un fourtino.
| Orbite L'orbite du "fourtino" 2003 LA7 comparée à Pluto et Neptune. | Libration 1:4 Neptune dans un référentiel en rotation, est représenté stationnaire à 135°. |